# Johannes Tolhopf
Johannes Tolhopf (auch Johannes Tolophus, Johann Tolhopfer oder Janus Tolophus) (* ca. 1450 in Kemnath; † 28. April 1503 in Regensburg) war ein deutscher Humanist, Rektor an den Universitäten Ingolstadt und Leipzig, sowie Domherr zu Regensburg. Zudem war er Hofastrologe des ungarischen Königs Matthias Corvinus.

## Leben
Im Sommer 1465 schrieb sich Johannes Tolhopf an der Universität Leipzig ein und wurde dort im September 1466 Baccalaureus und zum Jahreswechsel 1468/69 Magister der Artistenfakultät.
Johannes Tolhopf wird am 18. März 1472 als Professor der Artistenfakultät an der im selben Jahr gegründeten Universität Ingolstadt erwähnt. 1473 wurde er der zweite Rektor dieser Anstalt.
Bereits im Sommer 1474 erscheint er wieder an der Universität Leipzig, ebenfalls als Rektor.
Als Astronom und Astrologe erlangte Johannes Tolhopf große Berühmtheit. So verfertigte er für Papst Sixtus IV. eine auf Rom berechnete Planetentafel für 1476. 1480 war er Hofastrologe des ungarischen Königs Matthias Corvinus in Ofen und verfertigte ein Stellarium cum praefatione ad Mathiam regem Hungariae. Im selben Jahr wurde er von Matthias Corvinus in den Adelsstand erhoben und mit verschiedenen Kircheneinkünften belohnt.
Später lehrte er kanonisches Recht in Regensburg und war dort Domherr. Anschließend wurde er Pfarrer in Forchheim. Mit Conrad Celtis stand er in einem regen Briefkontakt. Diesen förderte er und verschafft ihm das Rektorat der Regensburger Domschule. Seine Bearbeitungen zu dem spätantiken Dichter Prudentius gelten als verschollen.